# Milkor MGL
Le Milkor MGL est un lance-grenades fabriqué en Afrique du Sud, par la société Rippel Effect (anciennement connue sous le nom de Milkor Marketing), ainsi que par Milkor USA. MGL est l'abréviation pour Multiple Grenade Launcher, soit Lance-Grenades Multiple en français.
Il s'agit d'une arme à répétition, destinée à augmenter significativement la puissance de feu d'une petite unité de soldats, comparée aux traditionnels lance-grenades à un coup, tel le M203. Le MGL est conçu pour être simple, robuste et fiable. Introduit dans le monde militaire en 1983, le MGL fut progressivement adopté par plus de 30 pays (RG-6). Il a fait les preuves de son efficacité dans les environnements difficiles, allant des jungles jusqu'aux déserts.
Durant les dernières décennies, plusieurs améliorations ont été apportées au modèle originel.

## Les différentes modèles

### MGL
Le MGL original fut conçu en 1981. Sa production débuta en 1983 pour la Force de Défense d'Afrique du Sud, sous la désignation Y2. Il est doté d'un barillet de six coups et accepte la majorité des grenades de 40 x 46 mm. Le barillet est attaché à un ressort et tourne automatiquement à chaque tir, mais le ressort doit être re-comprimé à chaque rechargement. Durant un rechargement, la partie arrière de l'arme doit être pivotée dans le sens contraire des aiguilles d'une montre pour avoir accès aux chambres. Chaque munition est insérée manuellement et une par une, car le barillet ne peut pas être retiré. Il existe néanmoins des chargeurs rapides similaires à ceux que l'on utilise sur les revolvers.
Le MGL dispose d'une crosse pliante en métal et d'un système de visée optique Trijicon Armson Occluded Eye Gunsight ajustable (lentille offrant vision nocturne et viseur point rouge), le rendant précis jusqu'à une distance de 375 mètres. La position de la poignée antérieure est ajustable pour plus de confort. L'arme est également dotée d'un levier de sécurité placé au-dessus de la poignée.

### MGL Mk-1
Le Mk-1 est une version modifiée de l'arme originale. Sa production démarra en 1996. Cette version sera utilisée pour la conception de deux autres versions par Milkor Marketing : le Mk-1S et le Mk-1L. Le Mk-1S est une version améliorée du Mk-1. Le Mk-1L reprend toutes les améliorations du Mk-1S et en ajoute de nouvelles.

#### MGL Mk-1S
- structure en aluminium du Mk-1 remplacée par de l'acier inoxydable, pour plus de résistance ;
- ajout de plusieurs rails Picatinny : quatre sur le canon et un sur le dessus de la structure ;
- longueur de crosse ajustable.

#### MGL Mk-1L
Le Mk-1L est un Mk-1S qui incorpore une nouvelle crosse coulissante et un barillet plus long (140 mm). Certaines grenades spéciales, tels les gaz lacrymogènes et les grenades non létales, sont trop longues pour s'adapter aux anciens modèles de MGL. Le MGL Mk-1L permet donc de tirer une plus grande variété de munitions, et est mieux adapté aux opérations de maintien de la paix et de maintien de l'ordre.
En 2005, un viseur reflex a remplacé l'ancien viseur Armson OEG. Le nouveau viseur s'adapte automatiquement aux variations de la luminosité ambiante et est compatible avec les lunettes de vision nocturne 3e génération. Il incorpore également un réticule en croix qui facilite l'estimation de la portée du tir.

### MGL-140
Le MGL-140 fut produit en 2005 par Milkor USA. Il est doté d'un Modstock Vltor, d'une finition « Sopmod Tan » (teint ocre), et d'une détente double action. Il a un barillet de 140 mm, conçu pour supporter les nouvelles munitions « hyper-létales » à grand champ d'action Hellhound, produites par Martin Electronics Inc (MEI). Le combo MGL/Hellhound est réputé pour être un progrès majeur parmi les systèmes de lance-grenades. 

### M32 MGL

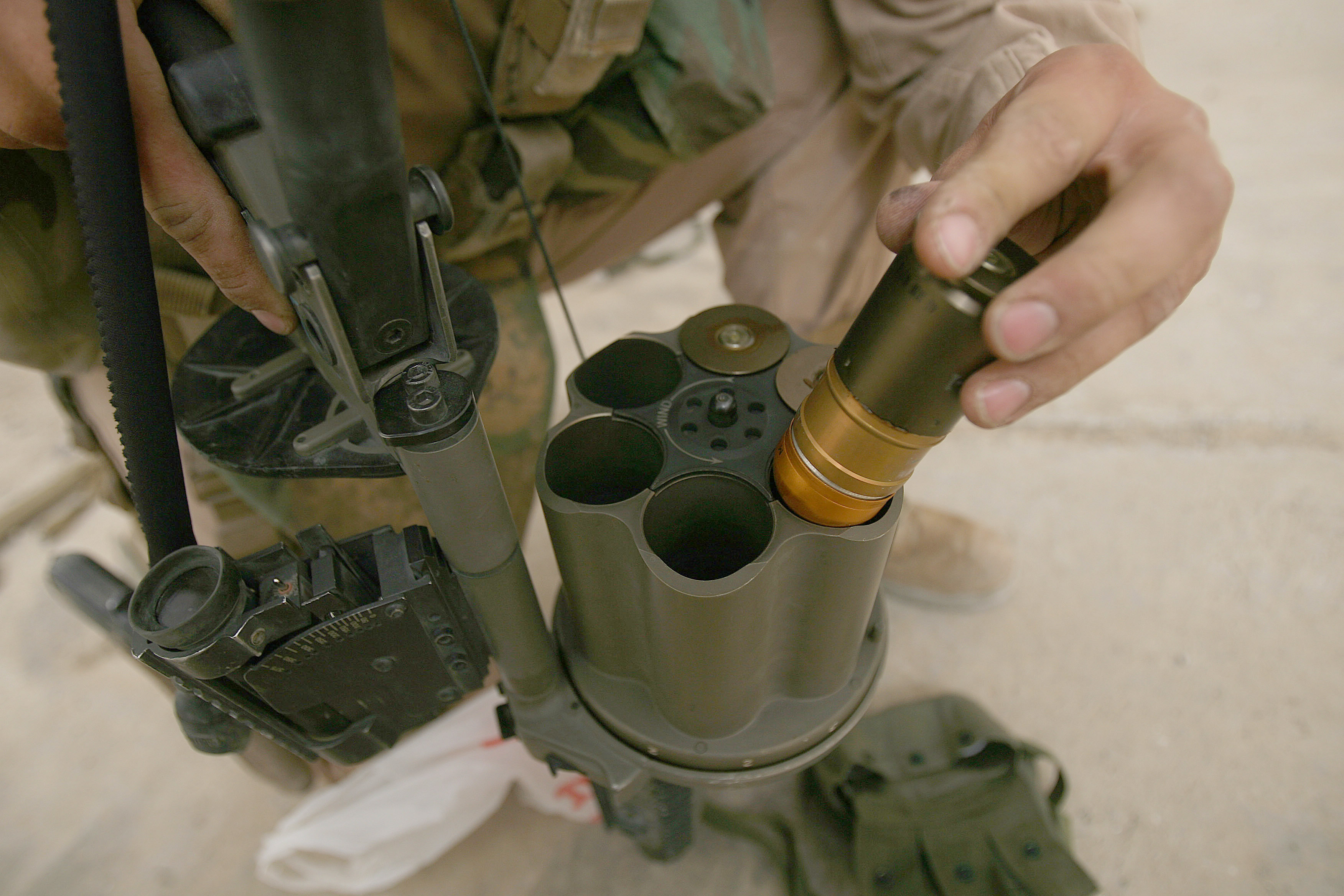
Marine américain en train de recharger un lance-grenades léger M32 MGL. On peut observer les ceintures de rotation sur la circonférence du projectile.

En octobre 2005, l'United States Marine Corps accorda un contrat à Milkor USA basé à Tucson en Arizona, pour produire 200 unités de MGL-140, dotées d'améliorations non dévoilées. Les armes furent produites aux États-Unis. Les nouvelles versions, désignées « M32 Multiple Grenade Launcher », furent déployées dans les bataillons de marines en Irak, en mars 2006, à des fins de tests. Divers médias indiquent que 9 000 armes ont été commandées début 2006.

### XRGL40
La dernière version en date est le XRGL40, abréviation pour Extended Range Grenade Launcher, soit en français Lance-Grenades à Portée Étendue. Le XRGL40 est chambré pour accepter deux types de munition, la grenade 40x46 mm conventionnelle et la nouvelle grenade 40x51 mm Extended Range Low Pressure (ERLP), créée par Rippel Effect en 2007. Cette grenade a une vélocité en sortie de canon de 125 m/s, contre les 75 m/s des grenades 40x46 mm conventionnelles. La portée du tir s'en voit allongée à 800 m (contre les 375 m habituels), sans augmentation de la pression dans la chambre. De plus, l'arme est un peu plus légère de 0,5 kg, et est équipée d'un nouveau viseur (un télémètre laser).

### Les autres modèles
Il existe d'autres modèles spécialisés et moins répandus, comme le Milkor Yima de Rippel Effect (arme non létale) pour le maintien de l'ordre.